# Gasteranthus herbaceus
Gasteranthus herbaceus là một loài thực vật có hoa trong họ Tai voi. Loài này được (C.V.Morton) Wiehler mô tả khoa học đầu tiên năm 1975.